# Midtspil (skak)
Midtspillet i skak er et noget udflydende begreb, idet det betegner den del af spillet, som foregår mellem åbningspillet og slutspillet.
Hvor både åbninger og mange slutspil er dokumenterede og analyserede på kryds og tværs, er midtspillet den del af et parti, hvor der er flest muligheder og varianter at gennemregne. Derfor beskæftiger man sig i analyser af midtspil mere med mønstre end med konkrete stillinger. De stærkeste spillere er dygtige til mønstergenkendelse.
Da der ofte er 40-50 lovlige træk i en stilling i midtspillet er det vigtigt at kunne sortere hurtigt. En begynder vil måske gennemgå alle træk et efter et, mens en stærk spiller hurtigt vil kunne overskue alle lovlige træk, og vil se, at der måske kun er en håndfuld af dem, der er værd at beskæftige sig med. Han kan derfor nøjes med at regne på konsekvenserne af disse træk.
En anden vigtig del af midtspillet er kombinationer, dvs. trækfølger som er mere eller mindre tvunget. En kombination er taktisk begrundet og starter typisk med et offer og slutter med mat, materiel gevinst eller redder remis i en ufordelagtig stilling. Kombinationer opleves ofte som overraskende og involverer temaer som gaffel, bundne brikker, afdækkerskak, dobbeltangreb mv. Derfor er det også en vigtig del af spillet at sørge for at ens brikker er tilpas dækket.
Endelig er der den plan, man spiller efter i midtspillet. Typisk har en spiller opnået en mindre fordel i åbningen og skal forsøge at udbygge den, mens modstanderen skal forsøge at begrænse skaden. Dette kaldes også positionsspil. Mit System af Aron Nimzowitsch kan ses som en lærebog i positionsspil. Han gennemgår forskellige temaer som bondestilling, åbne tårnlinjer, fianchetto-løbere mv.